# Ahmad al-Abd Allah as-Sabah
Ahmad al-Abd Allah al-Ahmad as-Sabah (arab. ‏أحمد العبد الله الأحمد الصباح‎; ur. 5 września 1952 w Kuwejcie) – kuwejcki ekonomista i polityk. Od 15 maja 2024 premier Kuwejtu.

## Życiorys
Jest wnukiem Ahmada al-Dżabira as-Sabaha (emira Kuwejtu w latach 1921–1950). 
W 1976 ukończył studia z zakresu finansów i inwestycji na Uniwersytecie Illinois. W latach 1977–1987 pracował w Centralnym Banku Kuwejtu, a następnie w bankach komercyjnych (Burgan Bank oraz Al Ahli Bank of Kuwait). 
Od 1999 do 2006 był ministrem transportu (w latach 1999–2001 rówież ministrem finasów). W 2006 zajmował stanowisko ministra zdrowia. W latach 2008–2009 pełnił obowiązki ministra ds. ropy, a następnie (do 2011) sprawował urzędy ministra ds. ropy oraz ministra informacji. Od 2021 był szefem dworu księcia kornnego (następcu tronu).
15 kwietnia 2024 emir Miszal al-Ahmad al-Dżabir as-Sabah mianował go premierm i powierzył mu misję utworzenia rządu. 15 kwietnia 2024 nowy gabinet został powołany i zaprzysięzony, zaś Ahmad al-Abd Allah as-Sabah oficjalnie rozpoczął urzędownie na stanowisku szefa rządu.